# Bosque de los Mártires
Bosque de los Mártires (en hebreo: יער הקדושים) es un bosque en las afueras de Jerusalén, en Israel. Se encuentra en el borde occidental del bosque de Eshtaol cerca de Beit Meir. Fue plantado en memoria de los que murieron en el Holocausto y, finalmente, contiene seis millones de árboles, que simbolizarían los seis millones de judíos que perecieron a manos de los nazis en la Segunda Guerra Mundial.
El monumento contiene una escultura de Nathan Rapoport, llamado "Pergamino de Fuego".